# سعد القرني
سعد عبد الله القرني لاعب كرة قدم سعودي ، يلعب كحارس مرمى في نادي العلا.
مثل نادي القادسية في الفئات السنية و لعب في نادي جرش ونادي العلا.